# Jeanne-Justine Fouqueau de Pussy
Pour les articles homonymes, voir Pussy.
Jeanne-Justine Fouqueau de Pussy, née le 27 septembre 1786 à Orléans et morte le 25 mai 1863 dans le 9e arrondissement de Paris, est une écrivaine et journaliste française,.

## Biographie
Elle se spécialise dans l'écriture de livres pour enfants et est active dans le domaine de la littérature pédagogique.
Elle fonde le Journal des Demoiselles en 1833 qui paraitra jusqu'en 1922 et en est la directrice et rédactrice en chef de 1833 à 1852,. En plus des articles signés de son nom, elle y aurait signé des articles sur l'art sous le nom d'Edmée de Syva.
En 1832, elle publie un livre de lecture : Le grand-père et ses quatre petits fils; Livre de lecture à l'usage des écoles primaires. Ce livre est approuvé par le Conseil royal pour l'instruction publique.

## Publication
- (fr) Le grand-père et ses quatre petits-fils: livre de lecture à l'usage des écoles primaires, Firmin Didot frères, 1832